# Fière la fête
Fière la fête - Fierté Sherbrooke (Sherbrooke Pride) est un festival annuel québécois de la fierté LGBT à Sherbrooke qui se retrouve dans la région du Québec fondé en 2013. Ce festival s'insère dans les festivals de la fierté LGBT québécoise des Villes de Montréal et de Québec.

## Historique
À la suite d'une initiative collective qui regroupait le Regroupement étudiant de maîtrise, diplôme et doctorat de l'Université de Sherbrooke (REMDUS) et la Fédération étudiante de l'Université de Sherbrooke (FEUS) en collaboration IRIS Estrie et le Comité identités et orientations sexuelles et amoureuses libres du Cégep de Sherbrooke (CIOSAL), le premier festival Fière la fête a eu lieu le 23 août 2013,. Le premier festival a passé au Parc Jacques Cartier de Sherbrooke. La première édition du festival a vu la participation de 300 personnes. 
En 2014, le festival a eu lieu le samedi 14 septembre, de nouveau, au Parc Jacques Cartier de Sherbrooke. L'organisation de  l'année 2014 mentionne souhaiter montrer aux jeunes LGBT de la région de l'Estrie qu'il n'est pas nécessaire vivre à Montréal pour vivre sa vie ouvertement et de créer un événement familial festif dans le but de valoriser la diversité sexuelle dans la région québécoise de l'Estrie.
En 2015, l'organisation de la troisième édition de Fière la fête a mis en place le premier défilé LGBT du festival durant lequel les participants ont défilé autour du lac des Nations. Lors de cette édition, Fière la fête quitte le parc Jacques Cartier et s'installe au Marché de la Gare. 
L'année 2016 a vu le festival défiler dans le centre-ville de Sherbrooke ce qui était une première de toute l'histoire de la ville d'avoir les groupes LGBT défiler en centre-ville. La quatrième édition de Fière la fête a attiré dans les environs de 600 participants et 200 personnes ont participé au défilé.  
Lors de la 5e édition, le festival s'élargit à 3 jours plutôt que deux comme lors des éditions précédentes. Pour une 2e année consécutive, le festival a tenu un défilé de la fierté LGBT dans le centre-ville de Sherbrooke. Plus de 700 personnes ont participé à la 5e édition du festival.   
La 6e édition du festival a lieu du 21 au 25 août 2018. Environ 1 000 personnes ont participé à la 6e édition du festival.   
La 7e édition du festival se déroule du 20 au 25 août 2019. Lors de cette 7e édition, le festival a tenu son assemblée générale de fondation du nouvel organisme communautaire Fierté Sherbrooke Pride.
Pour le 8e édition, en raison de la pandémie de la COVID-19, le festival a tenu ses activités en ligne.
Les activités de la 9e édition (l'année 2021) ont eu lieu sur la rue Wellington et devant l’hôtel de Ville de Sherbrooke. Plus de 1 000 personnes ont participé à la Marche de la fierté qui a commencé à la Gare de la marché. 
Pour la 10e édition, le festival a eu lieu du 23 au 27 août 2022. Cette édition s'est tenue dans divers lieux dans la région de Sherbrooke, notamment au centre-ville de la Ville de Sherbrooke et à East Angus dans la MRC du Haut-Saint-François. La Marche des diversités a eu lieu à Sherbrooke. 
Pour la 11e édition, le festival se déroule du 12 au 16 septembre 2023 avec le thème « Se créer ensemble ! ».
Pour la 12e édition, le festival se déroule du 9 au 15 septembre 2024.
Pour la 13e édition, le festival se déroule du 8 au 14 septembre 2025.

## Dates du festival
| Année | Jours                                                     | Date               | Lieu / Lieux |
| ----- | --------------------------------------------------------- | ------------------ | --- |
| 2013  | vendredi                                                  | 23 août            | Parc Jacques Cartier |
| 2014  | samedi                                                    | 14 septembre       | Parc Jacques Cartier |
| 2015  | samedi                                                    | 29 août            | Marché de la Gare |
| 2016  | samedi                                                    | 27 août            | Marché de la Gare |
| 2017  | jeudi, vendredi et samedi                                 | 24, 25 et 26 août  | Place de la Gare |
| 2018  | mardi, mercredi, jeudi et samedi                          | 21 au 25 août      | |
| 2019  | mardi, mercredi, jeudi, samedi et dimanche                | 20 au 25 août      | Le Tremplin 16-30 et Parc éphémère |
| 2020  | format virtuel                                            | format virtuel     | format virtuel |
| 2021  | mardi, mercredi, jeudi, samedi et dimanche                | 24 au 28 août      | Marché de la Gare |
| 2022  | mardi, mercredi, jeudi, samedi et dimanche                | 23 au 27 août      | Marché de la Gare |
| 2023  | mardi, mercredi, jeudi et samedi                          | 12 au 16 septembre | |
| 2024  | lundi, mardi, mercredi, jeudi, vendredi, samedi, dimanche | 9 au 15 septembre  | Café 440, Boquébière, Cégep de Sherbrooke, Librairie Appalaches, OMG Resto, Centre culturel et communautaire Françoise Dunn                                            |
| 2025  | lundi, mardi, mercredi, jeudi, vendredi, samedi, dimanche | 8 au 14 septembre  | KAAPEH, TransEstrie, Manège militaire de Bury, Boquébière, Cégep de Sherbrooke, Librairie Appalaches, Place Kassiwi, OMG Resto, QC de l'entrepreneuriat de Sherbrooke, |

## Organisation
L'organisation de Fière la fête est un travail collectif de six organisations sherbrookoises : 
- Association étudiante du Cégep de Sherbrooke (AÉCS)
- GRIS Estrie
- Groupe d'action trans de l'Université de Sherbrooke (GATUS)
- IRIS Estrie
- Regroupement étudiant de maîtrise, diplôme et doctorat de l’Université de Sherbrooke (REMDUS)
- Solidarité populaire Estrie (SPE)